# George Michael/Diskografie
Diese Diskografie ist eine Übersicht über die musikalischen Werke des britischen Sängers George Michael. Den Quellenangaben und Schallplattenauszeichnungen zufolge hat er bisher mehr als 110,4 Millionen Tonträger verkauft, damit zählt er zu den Interpreten mit den meisten verkauften Tonträgern weltweit. Seine erfolgreichste Veröffentlichung ist das Debütalbum Faith mit über 25 Millionen verkauften Einheiten. Seine Autorenbeteiligung und Produktion Last Christmas – die er mit seinem Bandprojekt Wham! aufnahm – ist mit über 1,5 Millionen verkauften Einheiten die meistverkaufte Weihnachtssingle in Deutschland und zählt allgemein zu den meistverkauften Singles des Landes. Darüber hinaus ist die Single eine der erfolgreichsten Dauerbrenner in den deutschen Singlecharts.

## Alben

### Studioalben
| Jahr | Titel Musiklabel                                    | Höchstplatzierung, Gesamtwochen, AuszeichnungChartplatzierungen (Jahr, Titel, Musiklabel, Platzierungen, Wochen, Auszeichnungen, Anmerkungen) | Höchstplatzierung, Gesamtwochen, AuszeichnungChartplatzierungen (Jahr, Titel, Musiklabel, Platzierungen, Wochen, Auszeichnungen, Anmerkungen) | Höchstplatzierung, Gesamtwochen, AuszeichnungChartplatzierungen (Jahr, Titel, Musiklabel, Platzierungen, Wochen, Auszeichnungen, Anmerkungen) | Höchstplatzierung, Gesamtwochen, AuszeichnungChartplatzierungen (Jahr, Titel, Musiklabel, Platzierungen, Wochen, Auszeichnungen, Anmerkungen) | Höchstplatzierung, Gesamtwochen, AuszeichnungChartplatzierungen (Jahr, Titel, Musiklabel, Platzierungen, Wochen, Auszeichnungen, Anmerkungen) | Anmerkungen                                                   |
| Jahr | Titel Musiklabel                                    | DE | AT | CH | UK | US | Anmerkungen                                                   |
| ---- | --------------------------------------------------- | --- | --- | --- | --- | --- | ------------------------------------------------------------- |
| 1987 | Faith Epic Records (CBS)                            | DE3 Gold · (46 Wo.)DE | AT3 (38 Wo.)AT | CH4 ×2Doppelplatin · (32 Wo.)CH | UK1 ×4Vierfachplatin · (92 Wo.)UK | US1 Diamant · (96 Wo.)US | Erstveröffentlichung: 30. Oktober 1987 Verkäufe: + 25.000.000 |
| 1990 | Listen Without Prejudice Vol. 1 Epic Records (Sony) | DE7 Gold · (33 Wo.)DE | AT5 Gold · (12 Wo.)AT | CH3 Platin · (13 Wo.)CH | UK1 ×4Vierfachplatin · (74 Wo.)UK | US2 ×2Doppelplatin · (44 Wo.)US | Erstveröffentlichung: 21. August 1990 Verkäufe: + 4.805.000   |
| 1996 | Older Virgin Records (EMI)                          | DE3 Platin · (58 Wo.)DE | AT1 Gold · (33 Wo.)AT | CH2 Platin · (29 Wo.)CH | UK1 ×6Sechsfachplatin · (122 Wo.)UK | US6 Platin · (24 Wo.)US | Erstveröffentlichung: 6. Mai 1996 Verkäufe: + 12.000.000      |
| 1999 | Songs from the Last Century Virgin Records (EMI)    | DE4 Gold · (16 Wo.)DE | AT12 (9 Wo.)AT | CH6 Gold · (13 Wo.)CH | UK2 ×2Doppelplatin · (26 Wo.)UK | US157 (7 Wo.)US | Erstveröffentlichung: 3. Dezember 1999 Verkäufe: + 2.100.000  |
| 2004 | Patience Epic Records (Sony)                        | DE1 Platin · (19 Wo.)DE | AT3 Gold · (14 Wo.)AT | CH2 Gold · (20 Wo.)CH | UK1 ×2Doppelplatin · (30 Wo.)UK | US12 (16 Wo.)US | Erstveröffentlichung: 15. März 2004 Verkäufe: + 1.465.000     |

### Livealben
| Jahr | Titel Musiklabel                | Höchstplatzierung, Gesamtwochen, AuszeichnungChartplatzierungen (Jahr, Titel, Musiklabel, Platzierungen, Wochen, Auszeichnungen, Anmerkungen) | Höchstplatzierung, Gesamtwochen, AuszeichnungChartplatzierungen (Jahr, Titel, Musiklabel, Platzierungen, Wochen, Auszeichnungen, Anmerkungen) | Höchstplatzierung, Gesamtwochen, AuszeichnungChartplatzierungen (Jahr, Titel, Musiklabel, Platzierungen, Wochen, Auszeichnungen, Anmerkungen) | Höchstplatzierung, Gesamtwochen, AuszeichnungChartplatzierungen (Jahr, Titel, Musiklabel, Platzierungen, Wochen, Auszeichnungen, Anmerkungen) | Höchstplatzierung, Gesamtwochen, AuszeichnungChartplatzierungen (Jahr, Titel, Musiklabel, Platzierungen, Wochen, Auszeichnungen, Anmerkungen) | Anmerkungen                                            |
| Jahr | Titel Musiklabel                | DE | AT | CH | UK | US | Anmerkungen                                            |
| ---- | ------------------------------- | --- | --- | --- | --- | --- | ------------------------------------------------------ |
| 2014 | Symphonica Virgin Records (UMG) | DE6 (7 Wo.)DE | AT7 (8 Wo.)AT | CH6 (10 Wo.)CH | UK1 Gold · (23 Wo.)UK | US60 (2 Wo.)US | Erstveröffentlichung: 7. März 2014 Verkäufe: + 130.000 |

### Kompilationen
| Jahr | Titel Musiklabel                                                    | Höchstplatzierung, Gesamtwochen, AuszeichnungChartplatzierungen (Jahr, Titel, Musiklabel, Platzierungen, Wochen, Auszeichnungen, Anmerkungen) | Höchstplatzierung, Gesamtwochen, AuszeichnungChartplatzierungen (Jahr, Titel, Musiklabel, Platzierungen, Wochen, Auszeichnungen, Anmerkungen) | Höchstplatzierung, Gesamtwochen, AuszeichnungChartplatzierungen (Jahr, Titel, Musiklabel, Platzierungen, Wochen, Auszeichnungen, Anmerkungen) | Höchstplatzierung, Gesamtwochen, AuszeichnungChartplatzierungen (Jahr, Titel, Musiklabel, Platzierungen, Wochen, Auszeichnungen, Anmerkungen) | Höchstplatzierung, Gesamtwochen, AuszeichnungChartplatzierungen (Jahr, Titel, Musiklabel, Platzierungen, Wochen, Auszeichnungen, Anmerkungen) | Anmerkungen                                                   |
| Jahr | Titel Musiklabel                                                    | DE | AT | CH | UK | US | Anmerkungen                                                   |
| ---- | ------------------------------------------------------------------- | --- | --- | --- | --- | --- | ------------------------------------------------------------- |
| 1998 | Ladies & Gentlemen: The Best of George Michael Epic Records (Sony)  | DE3 ×3Dreifachgold · (62 Wo.)DE | AT2 Platin · (35 Wo.)AT | CH5 Platin · (37 Wo.)CH | UK1 ×9Neunfachplatin · (119 Wo.)UK | US24 ×2Doppelplatin · (27 Wo.)US | Erstveröffentlichung: 2. November 1998 Verkäufe: + 8.910.000  |
| 2006 | Twenty Five Epic Records (Sony)                                     | DE13 Gold · (13 Wo.)DE | AT19 (11 Wo.)AT | CH2 Gold · (14 Wo.)CH | UK1 ×6Sechsfachplatin · (… Wo.)UK | US12 (20 Wo.)US | Erstveröffentlichung: 10. November 2006 Verkäufe: + 2.352.000 |
| 2017 | Listen Without Prejudice Vol. 1 / MTV Unplugged Epic Records (Sony) | DE— aDE | AT13 (3 Wo.)AT | CH12 (7 Wo.)CH | — | — | Erstveröffentlichung: 20. Oktober 2017                        |

### Soundtracks
| Jahr | Titel Musiklabel                                        | Höchstplatzierung, Gesamtwochen, AuszeichnungChartplatzierungen (Jahr, Titel, Musiklabel, Platzierungen, Wochen, Auszeichnungen, Anmerkungen) | Höchstplatzierung, Gesamtwochen, AuszeichnungChartplatzierungen (Jahr, Titel, Musiklabel, Platzierungen, Wochen, Auszeichnungen, Anmerkungen) | Höchstplatzierung, Gesamtwochen, AuszeichnungChartplatzierungen (Jahr, Titel, Musiklabel, Platzierungen, Wochen, Auszeichnungen, Anmerkungen) | Höchstplatzierung, Gesamtwochen, AuszeichnungChartplatzierungen (Jahr, Titel, Musiklabel, Platzierungen, Wochen, Auszeichnungen, Anmerkungen) | Höchstplatzierung, Gesamtwochen, AuszeichnungChartplatzierungen (Jahr, Titel, Musiklabel, Platzierungen, Wochen, Auszeichnungen, Anmerkungen) | Anmerkungen                                                           |
| Jahr | Titel Musiklabel                                        | DE | AT | CH | UK | US | Anmerkungen                                                           |
| ---- | ------------------------------------------------------- | --- | --- | --- | --- | --- | --------------------------------------------------------------------- |
| 2019 | George Michael & Wham! Last Christmas Sony Music (Sony) | DE85 (1 Wo.)DE | AT60 (2 Wo.)AT | — | UK9 Gold · (10 Wo.)UK | US18 (35 Wo.)US | Erstveröffentlichung: 8. November 2019 Verkäufe: + 107.500; mit Wham! |

### EPs
| Jahr | Titel Musiklabel                                            | Höchstplatzierung, Gesamtwochen, AuszeichnungChartplatzierungen (Jahr, Titel, Musiklabel, Platzierungen, Wochen, Auszeichnungen, Anmerkungen) | Höchstplatzierung, Gesamtwochen, AuszeichnungChartplatzierungen (Jahr, Titel, Musiklabel, Platzierungen, Wochen, Auszeichnungen, Anmerkungen) | Höchstplatzierung, Gesamtwochen, AuszeichnungChartplatzierungen (Jahr, Titel, Musiklabel, Platzierungen, Wochen, Auszeichnungen, Anmerkungen) | Höchstplatzierung, Gesamtwochen, AuszeichnungChartplatzierungen (Jahr, Titel, Musiklabel, Platzierungen, Wochen, Auszeichnungen, Anmerkungen) | Höchstplatzierung, Gesamtwochen, AuszeichnungChartplatzierungen (Jahr, Titel, Musiklabel, Platzierungen, Wochen, Auszeichnungen, Anmerkungen) | Anmerkungen                                                                           |
| Jahr | Titel Musiklabel                                            | DE | AT | CH | UK | US | Anmerkungen                                                                           |
| ---- | ----------------------------------------------------------- | --- | --- | --- | --- | --- | ------------------------------------------------------------------------------------- |
| 1993 | Five Live Parlophone (EMI)                                  | DE8 Gold · (30 Wo.)DE | AT2 Gold · (22 Wo.)AT | CH6 Gold · (18 Wo.)CH | UK1 Gold · (12 Wo.)UK | US46 (15 Wo.)US | Erstveröffentlichung: 19. April 1993 Verkäufe: + 600.000; mit Queen & Lisa Stansfield |
| 1996 | The Spinning the Wheel E.P. Virgin Records (EMI)            | DE— bDE | AT— bAT | CH— bCH | UK— bUK | — | Erstveröffentlichung: 14. August 1996                                                 |
| 1997 | The Older E.P. Virgin Records (EMI)                         | — | — | — | UK— bUK | — | Erstveröffentlichung: 20. Januar 1997                                                 |
| 2005 | John and Elvis Are Dead Sony Music (Sony)                   | — | — | — | — | — | Erstveröffentlichung: 3. Oktober 2005                                                 |
| 2009 | December Song (I Dreamed of Christmas) Island Records (UMG) | DE— bDE | AT— bAT | — | UK— bUK | — | Erstveröffentlichung: 30. November 2009                                               |

## Singles

### Als Leadmusiker
| Jahr | Titel Album                                                                 | Höchstplatzierung, Gesamtwochen, AuszeichnungChartplatzierungen (Jahr, Titel, Album, Platzierungen, Wochen, Auszeichnungen, Anmerkungen) | Höchstplatzierung, Gesamtwochen, AuszeichnungChartplatzierungen (Jahr, Titel, Album, Platzierungen, Wochen, Auszeichnungen, Anmerkungen) | Höchstplatzierung, Gesamtwochen, AuszeichnungChartplatzierungen (Jahr, Titel, Album, Platzierungen, Wochen, Auszeichnungen, Anmerkungen) | Höchstplatzierung, Gesamtwochen, AuszeichnungChartplatzierungen (Jahr, Titel, Album, Platzierungen, Wochen, Auszeichnungen, Anmerkungen) | Höchstplatzierung, Gesamtwochen, AuszeichnungChartplatzierungen (Jahr, Titel, Album, Platzierungen, Wochen, Auszeichnungen, Anmerkungen) | Anmerkungen                                                                                            |
| Jahr | Titel Album                                                                 | DE | AT | CH | UK | US | Anmerkungen                                                                                            |
| --- | --------------------------------------------------------------------------- | --- | --- | --- | --- | --- | --- |
| 1984 | Careless Whisper Make It Big                                                | DE3 Gold · (20 Wo.)DE | AT2 (14 Wo.)AT | CH1 (18 Wo.)CH | UK1 ×2Doppelplatin · (23 Wo.)UK | US1 ×7Siebenfachplatin · (22 Wo.)US | Erstveröffentlichung: 24. Juli 1984 Verkäufe: + 10.180.000                                             |
| 1986 | A Different Corner The Final                                                | DE7 (14 Wo.)DE | AT6 (10 Wo.)AT | CH3 (13 Wo.)CH | UK1 Gold · (10 Wo.)UK | US7 (16 Wo.)US | Erstveröffentlichung: 24. März 1986 Verkäufe: + 500.000                                                |
| 1987 | I Want Your Sex Faith                                                       | DE3 (19 Wo.)DE | AT2 (12 Wo.)AT | CH4 (14 Wo.)CH | UK3 (12 Wo.)UK | US2 Platin · (20 Wo.)US | Erstveröffentlichung: 30. Mai 1987 Verkäufe: + 1.125.000                                               |
| 1987 | Faith                                                                       | DE5 (14 Wo.)DE | AT4 (14 Wo.)AT | CH4 (13 Wo.)CH | UK2 ×2Doppelplatin · (13 Wo.)UK | US1 Gold · (21 Wo.)US | Erstveröffentlichung: 12. Oktober 1987 Verkäufe: + 2.235.000                                           |
| 1988 | Father Figure Faith                                                         | DE18 (14 Wo.)DE | AT17 (12 Wo.)AT | CH13 (7 Wo.)CH | UK11 Gold · (6 Wo.)UK | US1 (17 Wo.)US | Erstveröffentlichung: 2. Januar 1988 Verkäufe: + 435.000                                               |
| 1988 | One More Try Faith                                                          | DE22 (12 Wo.)DE | AT19 (8 Wo.)AT | CH4 (12 Wo.)CH | UK8 Silber · (7 Wo.)UK | US1 Gold · (18 Wo.)US | Erstveröffentlichung: 11. April 1988 Verkäufe: + 950.000                                               |
| 1988 | Monkey Faith                                                                | DE24 (10 Wo.)DE | AT22 (6 Wo.)AT | CH5 (9 Wo.)CH | UK13 (6 Wo.)UK | US1 (16 Wo.)US | Erstveröffentlichung: 4. Juli 1988                                                                     |
| 1988 | Kissing a Fool Faith                                                        | DE44 (6 Wo.)DE | — | — | UK18 (7 Wo.)UK | US5 (15 Wo.)US | Erstveröffentlichung: 21. November 1988                                                                |
| 1990 | Praying for Time Listen Without Prejudice Vol. 1                            | DE19 (15 Wo.)DE | AT20 (6 Wo.)AT | CH6 (9 Wo.)CH | UK6 Silber · (8 Wo.)UK | US1 (14 Wo.)US | Erstveröffentlichung: 13. August 1990 Verkäufe: + 200.000                                              |
| 1990 | Waiting for That Day Listen Without Prejudice Vol. 1                        | — | — | — | UK23 (5 Wo.)UK | US27 (10 Wo.)US | Erstveröffentlichung: 15. Oktober 1990                                                                 |
| 1990 | Freedom! ’90 Listen Without Prejudice Vol. 1                                | DE41 (15 Wo.)DE | AT25 (6 Wo.)AT | — | UK28 Platin · (7 Wo.)UK | US8 Gold · (16 Wo.)US | Erstveröffentlichung: 24. Oktober 1990 Verkäufe: + 1.215.000                                           |
| 1991 | Heal the Pain Listen Without Prejudice Vol. 1                               | — | — | — | UK31 (4 Wo.)UK | — | Erstveröffentlichung: 4. Februar 1991                                                                  |
| 1991 | Cowboys and Angels Listen Without Prejudice Vol. 1                          | — | — | — | UK45 (3 Wo.)UK | — | Erstveröffentlichung: 18. März 1991                                                                    |
| 1991 | Soul Free Listen Without Prejudice Vol. 1                                   | — | — | — | — | — | Erstveröffentlichung: 20. Juli 1991                                                                    |
| 1992 | Too Funky Red Hot + Dance (Sampler)                                         | DE12 (17 Wo.)DE | AT9 (13 Wo.)AT | CH6 (18 Wo.)CH | UK4 (9 Wo.)UK | US10 Gold · (20 Wo.)US | Erstveröffentlichung: 1. Juni 1992 Verkäufe: + 570.000                                                 |
| 1993 | Somebody to Love (Live) Five Live                                           | DE21 (15 Wo.)DE | AT15 (9 Wo.)AT | — | — | US30 (9 Wo.)US | Erstveröffentlichung: 6. Mai 1993 Verkäufe: + 215.000; mit Queen                                       |
| 1993 | Killer / Papa Was a Rollin’ Stone (Live) Five Live                          | — | — | — | — | US69 (7 Wo.)US | Erstveröffentlichung: 17. Mai 1993 Original: Adamski / The Undisputed Truth                            |
| 1995 | You Spin Me Round –                                                         | — | — | — | — | — | Erstveröffentlichung: 6. Mai 1995 mit Andros Georgiou als Infamy feat. Lawrie Demacque                 |
| 1996 | Jesus to a Child Older                                                      | DE12 (16 Wo.)DE | AT11 (11 Wo.)AT | CH4 (16 Wo.)CH | UK1 Gold · (17 Wo.)UK | US7 Gold · (14 Wo.)US | Erstveröffentlichung: 2. Januar 1996 Verkäufe: + 1.215.000                                             |
| 1996 | Fastlove Older                                                              | DE25 (23 Wo.)DE | AT13 (12 Wo.)AT | CH13 (19 Wo.)CH | UK1 Platin · (17 Wo.)UK | US8 Gold · (19 Wo.)US | Erstveröffentlichung: 4. April 1996 Verkäufe: + 1.345.000                                              |
| 1996 | Spinning the Wheel Older • The Spinning the Wheel E.P.                      | DE67 (9 Wo.)DE | AT29 (4 Wo.)AT | CH24 (6 Wo.)CH | UK2 Silber · (12 Wo.)UK | — | Erstveröffentlichung: 14. August 1996 Verkäufe: + 200.000                                              |
| 1997 | Older / I Can’t Make You Love Me Older • The Older E.P.                     | — | — | — | UK3 Silber (Older) + Silber (I Can’t Make You Love Me) · (9 Wo.)UK                                                                       | — | Erstveröffentlichung: 20. Januar 1997 Verkäufe: + 400.000                                              |
| 1997 | Star People ’97 Older                                                       | DE64 (9 Wo.)DE | AT37 (2 Wo.)AT | CH28 (7 Wo.)CH | UK2 Silber · (13 Wo.)UK | — | Erstveröffentlichung: 18. März 1997 Verkäufe: + 200.000                                                |
| 1997 | You Have Been Loved Older                                                   | — | — | — | UK2 Silber · (8 Wo.)UK | — | Erstveröffentlichung: 6. Oktober 1997 Verkäufe: + 200.000                                              |
| 1998 | Outside Ladies & Gentlemen: The Best of George Michael                      | DE30 (9 Wo.)DE | AT17 (12 Wo.)AT | CH19 (14 Wo.)CH | UK2 Gold · (20 Wo.)UK | — | Erstveröffentlichung: 19. Oktober 1998 Verkäufe: + 460.000                                             |
| 1998 | As Ladies & Gentlemen: The Best of George Michael                           | DE38 (9 Wo.)DE | — | CH22 (12 Wo.)CH | UK4 Gold · (10 Wo.)UK | — | Erstveröffentlichung: 10. Dezember 1998 Verkäufe: + 445.000 mit Mary J. Blige; Original: Stevie Wonder |
| 2002 | Freeek! Patience                                                            | DE7 (9 Wo.)DE | AT7 (12 Wo.)AT | CH2 (14 Wo.)CH | UK7 (10 Wo.)UK | — | Erstveröffentlichung: 11. März 2002 Verkäufe: + 45.000                                                 |
| 2002 | Shoot the Dog Patience                                                      | DE44 (4 Wo.)DE | AT41 (5 Wo.)AT | CH14 (10 Wo.)CH | UK12 (6 Wo.)UK | — | Erstveröffentlichung: 12. August 2002                                                                  |
| 2004 | Amazing Patience                                                            | DE19 (10 Wo.)DE | AT23 (11 Wo.)AT | CH10 (15 Wo.)CH | UK4 Silber · (13 Wo.)UK | — | Erstveröffentlichung: 1. März 2004 Verkäufe: + 235.000                                                 |
| 2004 | Flawless (Go to the City) Patience                                          | DE54 (6 Wo.)DE | AT72 (2 Wo.)AT | CH36 (11 Wo.)CH | UK8 (10 Wo.)UK | — | Erstveröffentlichung: 28. Juni 2004 Original: The Ones                                                 |
| 2004 | Round Here Patience                                                         | — | — | CH55 (4 Wo.)CH | UK32 (3 Wo.)UK | — | Erstveröffentlichung: 7. November 2004                                                                 |
| 2006 | An Easier Affair Twenty Five                                                | DE44 (8 Wo.)DE | AT58 (1 Wo.)AT | CH28 (15 Wo.)CH | UK13 (6 Wo.)UK | — | Erstveröffentlichung: 27. Juni 2006                                                                    |
| 2006 | This Is Not Real Love Twenty Five                                           | — | AT62 (5 Wo.)AT | CH36 (5 Wo.)CH | UK15 (7 Wo.)UK | — | Erstveröffentlichung: 3. November 2006 feat. Mutya Buena                                               |
| 2008 | December Song (I Dreamed of Christmas)                                      | DE37 (2 Wo.)DE | AT63 (1 Wo.)AT | — | UK14 (2 Wo.)UK | — | Erstveröffentlichung: 25. Dezember 2008                                                                |
| 2011 | True Faith –                                                                | — | — | — | UK27 (2 Wo.)UK | — | Erstveröffentlichung: 13. März 2011 Original: New Order                                                |
| 2012 | White Light A Symphony of British Music (Sampler)                           | DE21 (3 Wo.)DE | AT53 (1 Wo.)AT | CH34 (2 Wo.)CH | UK15 (2 Wo.)UK | — | Erstveröffentlichung: 11. August 2012 Verkäufe: + 15.000                                               |
| 2014 | Let Her Down Easy (Live) Symphonica                                         | — | — | — | UK53 (2 Wo.)UK | — | Erstveröffentlichung: 18. März 2014 Original: Terence Trent D’Arby                                     |
| 2014 | Going to a Town (Live) Symphonica                                           | — | — | — | — | — | Erstveröffentlichung: 21. April 2014 Original: Rufus Wainwright                                        |
| 2014 | Feeling Good (Live) Symphonica                                              | — | — | — | — | — | Erstveröffentlichung: 23. Juni 2014 Original: Cy Grant & Cast                                          |
| 2017 | Fantasy Listen Without Prejudice Vol. 1 / MTV Unplugged                     | — | — | — | UK85 (1 Wo.)UK | — | Erstveröffentlichung: 7. August 2017 feat. Nile Rodgers                                                |
| 2019 | This Is How (We Want You to Get High) George Michael & Wham! Last Christmas | — | — | — | — | — | Erstveröffentlichung: 5. November 2019                                                                 |
| Folgende Lieder erschienen nicht als A-Seite, konnten sich jedoch als B-Seite in den Charts platzieren: |                                                                             | | | | | | |
| |                                                                             | | | | | | |
| 1990 | Mother’s Pride Listen Without Prejudice Vol. 1                              | — | — | — | — | US46 (9 Wo.)US | Erstveröffentlichung: 15. Oktober 1990 Charteinstieg: 2. Februar 1991 B-Seite von Waiting for That Day |

### Als Gastmusiker
| Jahr | Titel Album                                   | Höchstplatzierung, Gesamtwochen, AuszeichnungChartplatzierungen (Jahr, Titel, Album, Platzierungen, Wochen, Auszeichnungen, Anmerkungen) | Höchstplatzierung, Gesamtwochen, AuszeichnungChartplatzierungen (Jahr, Titel, Album, Platzierungen, Wochen, Auszeichnungen, Anmerkungen) | Höchstplatzierung, Gesamtwochen, AuszeichnungChartplatzierungen (Jahr, Titel, Album, Platzierungen, Wochen, Auszeichnungen, Anmerkungen) | Höchstplatzierung, Gesamtwochen, AuszeichnungChartplatzierungen (Jahr, Titel, Album, Platzierungen, Wochen, Auszeichnungen, Anmerkungen) | Höchstplatzierung, Gesamtwochen, AuszeichnungChartplatzierungen (Jahr, Titel, Album, Platzierungen, Wochen, Auszeichnungen, Anmerkungen) | Anmerkungen                                                                                    |
| Jahr | Titel Album                                   | DE | AT | CH | UK | US | Anmerkungen                                                                                    |
| ---- | --------------------------------------------- | --- | --- | --- | --- | --- | ---------------------------------------------------------------------------------------------- |
| 1984 | Do They Know It’s Christmas? –                | DE1 Gold · (58 Wo.)DE | AT1 (46 Wo.)AT | CH1 (33 Wo.)CH | UK1 ×4Vierfachplatin · (93 Wo.)UK | US13 Gold · (9 Wo.)US | Erstveröffentlichung: 29. November 1984 Verkäufe: + 7.215.000; als Teil von Band Aid           |
| 1985 | The Last Kiss Romance                         | DE10 (15 Wo.)DE | — | — | UK6 (9 Wo.)UK | — | Erstveröffentlichung: 1. Februar 1985 David Cassidy feat. George Michael                       |
| 1985 | Wrap Her Up Ice on Fire                       | — | — | — | UK12 (10 Wo.)UK | — | Erstveröffentlichung: 25. November 1985 Elton John feat. George Michael                        |
| 1987 | I Knew You Were Waiting (For Me) Aretha       | DE5 (13 Wo.)DE | AT9 (12 Wo.)AT | CH5 (11 Wo.)CH | UK1 Platin · (9 Wo.)UK | US1 (17 Wo.)US | Erstveröffentlichung: 19. Januar 1987 Verkäufe: + 725.000 Aretha Franklin feat. George Michael |
| 1989 | Heaven Help Me Spell                          | — | — | — | — | — | Erstveröffentlichung: 17. April 1989 Deon Estus feat. George Michael                           |
| 1991 | Don’t Let the Sun Go Down on Me Duets         | DE4 (23 Wo.)DE | AT2 (25 Wo.)AT | CH1 (27 Wo.)CH | UK1 Gold · (11 Wo.)UK | US1 Gold · (20 Wo.)US | Erstveröffentlichung: 25. November 1991 Verkäufe: + 1.245.000 Elton John feat. George Michael  |
| 1997 | Waltz Away Dreaming Room 21                   | — | — | — | UK10 (4 Wo.)UK | — | Erstveröffentlichung: 26. Mai 1997 Toby Bourke feat. George Michael                            |
| 2000 | If I Told You That Whitney: The Greatest Hits | DE58 (9 Wo.)DE | — | CH33 (15 Wo.)CH | UK9 (11 Wo.)UK | — | Erstveröffentlichung: 29. Mai 2000 Whitney Houston feat. George Michael                        |

## Videoalben und Musikvideos

### Videoalben
| Jahr | Titel Musiklabel                                                   | Höchstplatzierung, Gesamtwochen, AuszeichnungChartplatzierungen (Jahr, Titel, Musiklabel, Platzierungen, Wochen, Auszeichnungen, Anmerkungen) | Höchstplatzierung, Gesamtwochen, AuszeichnungChartplatzierungen (Jahr, Titel, Musiklabel, Platzierungen, Wochen, Auszeichnungen, Anmerkungen) | Höchstplatzierung, Gesamtwochen, AuszeichnungChartplatzierungen (Jahr, Titel, Musiklabel, Platzierungen, Wochen, Auszeichnungen, Anmerkungen) | Höchstplatzierung, Gesamtwochen, AuszeichnungChartplatzierungen (Jahr, Titel, Musiklabel, Platzierungen, Wochen, Auszeichnungen, Anmerkungen) | Höchstplatzierung, Gesamtwochen, AuszeichnungChartplatzierungen (Jahr, Titel, Musiklabel, Platzierungen, Wochen, Auszeichnungen, Anmerkungen) | Anmerkungen                                                 |
| Jahr | Titel Musiklabel                                                   | DE | AT | CH | UK | US | Anmerkungen                                                 |
| ---- | ------------------------------------------------------------------ | --- | --- | --- | --- | --- | ----------------------------------------------------------- |
| 1987 | I Want Your Sex CBS Fox Video (CBS)                                | DE— cDE | AT— cAT | CH— cCH | UK— cUK | US— cUS | Erstveröffentlichung: 1987                                  |
| 1988 | Faith CMV Enterprises (CBS)                                        | DE— dDE | AT— dAT | CH— dCH | UK— dUK | US— d PlatinUS | Erstveröffentlichung: 1988 Verkäufe: + 205.000              |
| 1990 | George Michael SMV Enterprises (Sony)                              | — | — | — | — | US— PlatinUS | Erstveröffentlichung: 10. Dezember 1990 Verkäufe: + 100.000 |
| 1999 | Ladies & Gentlemen: The Best of George Michael Epic Records (Sony) | DE— e GoldDE | AT— eAT | CH— eCH | UK2 ×4Vierfachplatin · (… Wo.)UK | — | Erstveröffentlichung: 8. Dezember 1999 Verkäufe: + 352.000  |
| 2002 | Shoot the Dog / Freeek! Polydor (UMG)                              | DE— cDE | — | CH— cCH | UK5 (4 Wo.)UK | — | Erstveröffentlichung: 4. Dezember 2002                      |
| 2006 | Twenty Five Epic Records (Sony)                                    | DE— eDE | — | CH9 (1 Wo.)CH | — | — | Erstveröffentlichung: 10. November 2006 Verkäufe: + 50.000  |
| 2009 | Live in London Epic Records (Sony)                                 | DE89 Gold · (4 Wo.)DE | AT3 (7 Wo.)AT | CH4 (10 Wo.)CH | UK1 Platin · (… Wo.)UK | — | Erstveröffentlichung: 7. Dezember 2009 Verkäufe: + 191.500  |
| 2014 | Symphonica Virgin Records (UMG)                                    | DE— fDE | — | — | — | — | Erstveröffentlichung: 14. März 2014                         |

### Musikvideos
| Jahr | Titel                                    | Regie                                    |
| ---- | ---------------------------------------- | ---------------------------------------- |
| 1984 | Careless Whisper                         | Duncan Gibbins, Andrew Morahan           |
| 1984 | Do They Know It’s Christmas?             | Nigel Dick                               |
| 1985 | Wrap Her Up                              | Russell Mulcahy                          |
| 1986 | A Different Corner                       |                                          |
| 1987 | I Knew You Were Waiting (For Me)         | Andrew Morahan                           |
| 1987 | I Want Your Sex                          | George Michael, Andrew Morahan           |
| 1987 | Faith                                    | Andrew Morahan                           |
| 1988 | Father Figure                            | George Michael, Andrew Morahan           |
| 1988 | One More Try                             | Tony Scott                               |
| 1988 | Monkey                                   | Andrew Morahan                           |
| 1988 | Kissing a Fool                           | George Michael, Andrew Morahan           |
| 1990 | Praying for Time                         | Michael B. Borofsky                      |
| 1990 | Freedom! ’90                             | David Fincher                            |
| 1991 | Don’t Let the Sun Go Down on Me (Live)   | Andrew Morahan                           |
| 1992 | Too Funky                                | Thierry Mugler                           |
| 1992 | Somebody to Love (Live)                  | David Mallet                             |
| 1993 | Killer / Papa Was a Rollin’ Stone (Live) | Marcus Nispel                            |
| 1996 | Jesus to a Child                         | Howard Greenhalgh                        |
| 1996 | Fastlove                                 | Vaughan Arnell, Anthea Benton            |
| 1996 | Spinning the Wheel                       | Vaughan Arnell, Anthea Benton            |
| 1997 | Star People ’97                          |                                          |
| 1997 | Older                                    | Andrew Morahan                           |
| 1997 | Waltz Away Dreaming                      | Harvey Bertram-Brown                     |
| 1998 | Outside                                  | Vaughan Arnell                           |
| 1999 | As                                       | Big T.V., Andy Delaney, Monty Whitebloom |
| 1999 | Roxanne                                  | Joanna Bailey                            |
| 2000 | If I Told You That                       | Kevin Bray                               |
| 2002 | Freeek!                                  | Joseph Kahn                              |
| 2002 | Shoot the Dog                            | Tim Searle                               |
| 2004 | Amazing                                  | Matthew Rolston                          |
| 2004 | Flawless (Go to the City)                | Jake Scott                               |
| 2004 | Round Here                               | Andrew Morahan                           |
| 2005 | John and Elvis Are Dead                  | Anthea Benton                            |
| 2006 | An Easier Affair                         | Jake Nava                                |
| 2008 | December Song (I Dreamed of Christmas)   | Mie                                      |
| 2011 | True Faith                               | Mie                                      |
| 2012 | White Light                              | Ryan Hope                                |
| 2014 | Let Her Down Easy                        | Vaughan Arnell                           |
| 2017 | Fantasy                                  |                                          |

## Autorenbeteiligungen und Produktionen
George Michael als Autor (A) und Produzent (P) in den Charts

| Jahr | Titel Interpretation                                     | Höchstplatzierung, Gesamtwochen, AuszeichnungChartplatzierungen (Jahr, Titel, Interpretation, Platzierungen, Wochen, Auszeichnungen, Anmerkungen) | Höchstplatzierung, Gesamtwochen, AuszeichnungChartplatzierungen (Jahr, Titel, Interpretation, Platzierungen, Wochen, Auszeichnungen, Anmerkungen) | Höchstplatzierung, Gesamtwochen, AuszeichnungChartplatzierungen (Jahr, Titel, Interpretation, Platzierungen, Wochen, Auszeichnungen, Anmerkungen) | Höchstplatzierung, Gesamtwochen, AuszeichnungChartplatzierungen (Jahr, Titel, Interpretation, Platzierungen, Wochen, Auszeichnungen, Anmerkungen) | Höchstplatzierung, Gesamtwochen, AuszeichnungChartplatzierungen (Jahr, Titel, Interpretation, Platzierungen, Wochen, Auszeichnungen, Anmerkungen) | Anmerkungen                                                    |
| Jahr | Titel Interpretation                                     | DE | AT | CH | UK | US | Anmerkungen                                                    |
| --- | -------------------------------------------------------- | --- | --- | --- | --- | --- | -------------------------------------------------------------- |
| 1982 | Wham Rap! (Enjoy What You Do) A, P Wham!                 | DE17 (11 Wo.)DE | — | — | UK8 (12 Wo.)UK | — | Erstveröffentlichung: 11. Juni 1982                            |
| 1982 | Young Guns (Go for It) A, P Wham!                        | DE20 (16 Wo.)DE | — | — | UK3 Silber · (17 Wo.)UK | — | Erstveröffentlichung: 9. September 1982 Verkäufe: + 250.000    |
| 1983 | Bad Boys A, P Wham!                                      | DE12 (17 Wo.)DE | — | CH6 (5 Wo.)CH | UK2 Silber · (15 Wo.)UK | US60 (9 Wo.)US | Erstveröffentlichung: 2. Mai 1983 Verkäufe: + 250.000          |
| 1983 | Club Tropicana A, P Wham!                                | DE13 (12 Wo.)DE | — | — | UK4 Platin · (11 Wo.)UK | — | Erstveröffentlichung: 15. Juli 1983 Verkäufe: + 650.000        |
| 1983 | Club Fantastic Megamix A, P Wham!                        | DE56 (4 Wo.)DE | — | — | UK15 (8 Wo.)UK | — | Erstveröffentlichung: November 1983                            |
| 1984 | Wake Me Up Before You Go-Go A, P Wham!                   | DE2 Gold · (17 Wo.)DE | AT6 (12 Wo.)AT | CH2 (15 Wo.)CH | UK1 ×2Gold (Physisch) + Doppelplatin (Digital) · (16 Wo.)UK                                                                                       | US1 Platin · (24 Wo.)US | Erstveröffentlichung: 14. Mai 1984 Verkäufe: + 3.405.000       |
| 1984 | Freedom A, P Wham!                                       | DE14 (15 Wo.)DE | AT23 (4 Wo.)AT | CH5 (12 Wo.)CH | UK1 Gold · (14 Wo.)UK | US3 (18 Wo.)US | Erstveröffentlichung: September 1984 Verkäufe: + 575.000       |
| 1984 | Last Christmas A, P auch bekannt als: Christmas 85 Wham! | DE1 g ×3Dreifachplatin · (183 Wo.)DE | AT1 g h (109 Wo.)AT | CH2 g (110 Wo.)CH | UK1 i ×6Platin + Sechsfachplatin (Digital) · (113 Wo.)UK                                                                                          | US4 g ×2Doppelplatin · (31 Wo.)US | Erstveröffentlichung: 30. November 1984 Verkäufe: + 12.500.000 |
| 1984 | Everything She Wants A, P Wham!                          | DE8 (9 Wo.)DE | AT5 (12 Wo.)AT | — | UK— SilberUK | US1 Gold · (20 Wo.)US | Erstveröffentlichung: 30. November 1984 Verkäufe: + 750.000    |
| 1985 | I’m Your Man A, P Wham!                                  | DE7 (12 Wo.)DE | AT14 (10 Wo.)AT | CH7 (9 Wo.)CH | UK1 Gold · (13 Wo.)UK | US3 (18 Wo.)US | Erstveröffentlichung: 11. November 1985 Verkäufe: + 550.000    |
| 1986 | The Edge of Heaven A, P Wham!                            | DE4 (15 Wo.)DE | AT11 (12 Wo.)AT | CH4 (10 Wo.)CH | UK1 Silber · (12 Wo.)UK | US10 (13 Wo.)US | Erstveröffentlichung: 18. Juni 1986 Verkäufe: + 250.000        |
| 1986 | Where Did Your Heart Go? P Wham!                         | — | AT23 (4 Wo.)AT | — | — | US50 (8 Wo.)US | Erstveröffentlichung: September 1986                           |
| 1993 | Looking Through Patient Eyes P. M. Dawn A                | DE63 (5 Wo.)DE | — | — | UK11 (7 Wo.)UK | US6 (21 Wo.)US | Erstveröffentlichung: 8. März 1993                             |
| 1995 | I’m Your Man A Lisa Moorish                              | — | — | — | UK24 (3 Wo.)UK | — | Erstveröffentlichung: 19. September 1995                       |
| 1995 | Last Christmas A Whigfield                               | — | — | — | UK21 (5 Wo.)UK | — | Erstveröffentlichung: 10. November 1995                        |
| 1996 | Freedom A Robbie Williams                                | DE10 (11 Wo.)DE | AT19 (10 Wo.)AT | CH8 (10 Wo.)CH | UK2 Silber · (15 Wo.)UK | — | Erstveröffentlichung: 25. Juli 1996 Verkäufe: + 200.000        |
| 1998 | Last Christmas A Rap Allstars feat. Leroy Daniels        | DE24 (5 Wo.)DE | — | CH21 (3 Wo.)CH | — | — | Erstveröffentlichung: 23. November 1998                        |
| 1998 | Last Christmas A Alien Voices feat. Three Degrees        | — | — | — | UK54 (2 Wo.)UK | — | Erstveröffentlichung: 1998                                     |
| 1998 | Last Christmas A Le Groove feat. Gwen Dickey             | — | — | — | UK82 (1 Wo.)UK | — | Erstveröffentlichung: 1998                                     |
| 2001 | Close to You A Rollergirl                                | DE70 (3 Wo.)DE | — | — | — | — | Erstveröffentlichung: 21. Mai 2001                             |
| 2001 | Last Christmas A BTH                                     | — | — | — | UK93 (1 Wo.)UK | — | Erstveröffentlichung: 17. November 2001                        |
| 2003 | I’m Your Man A Shane Richie                              | — | — | — | UK2 Silber · (14 Wo.)UK | — | Erstveröffentlichung: 24. November 2003 Verkäufe: + 200.000    |
| 2005 | Club Tropicana A Vinylshakerz                            | DE69 (9 Wo.)DE | — | — | — | — | Erstveröffentlichung: Juli 2005                                |
| 2005 | Last Christmas A Scala & Kolacny Brothers                | DE96 (3 Wo.)DE | — | — | — | — | Erstveröffentlichung: 9. Dezember 2005                         |
| 2006 | Last Christmas A Crazy Frog                              | — | — | — | UK16 (3 Wo.)UK | — | Erstveröffentlichung: 11. Dezember 2006                        |
| 2007 | Last Christmas A Cascada                                 | DE82 (2 Wo.)DE | AT63 (2 Wo.)AT | — | UK10 Silber · (19 Wo.)UK | US52 Gold · (14 Wo.)US | Erstveröffentlichung: 20. November 2007 Verkäufe: + 700.000    |
| 2008 | No Substitute Love A Estelle                             | DE72 (2 Wo.)DE | — | — | UK30 (6 Wo.)UK | — | Erstveröffentlichung: 5. September 2008                        |
| 2009 | Last Christmas A Glee Cast                               | — | — | — | — | US63 (2 Wo.)US | Erstveröffentlichung: 23. November 2009                        |
| 2011 | Letzte Weihnacht A Matthias Reim                         | DE99 (1 Wo.)DE | — | — | — | — | Erstveröffentlichung: 18. November 2011                        |
| 2011 | Last Christmas A Cast of The Only Way Is Essex           | — | — | — | UK33 (1 Wo.)UK | — | Erstveröffentlichung: 18. Dezember 2011                        |
| 2014 | Last Christmas A Ariana Grande                           | — | — | — | UK92 Silber · (1 Wo.)UK | US96 (1 Wo.)US | Erstveröffentlichung: 19. November 2013 Verkäufe: + 200.000    |
| 2022 | Last Christmas A Lauren Spencer-Smith                    | — | — | — | UK70 (1 Wo.)UK | US72 (6 Wo.)US | Erstveröffentlichung: 10. November 2022                        |
| Folgende Lieder erschienen nicht als Single, wurden aber durch das Album zum Download und Streaming bereitgestellt und konnten somit eine Platzierung erlangen: |                                                          | | | | | |                                                                |
| |                                                          | | | | | |                                                                |
| 2014 | Last Christmas A Sandra Nasić                            | DE93 (1 Wo.)DE | — | — | — | — | Charteinstieg: 19. Dezember 2014                               |

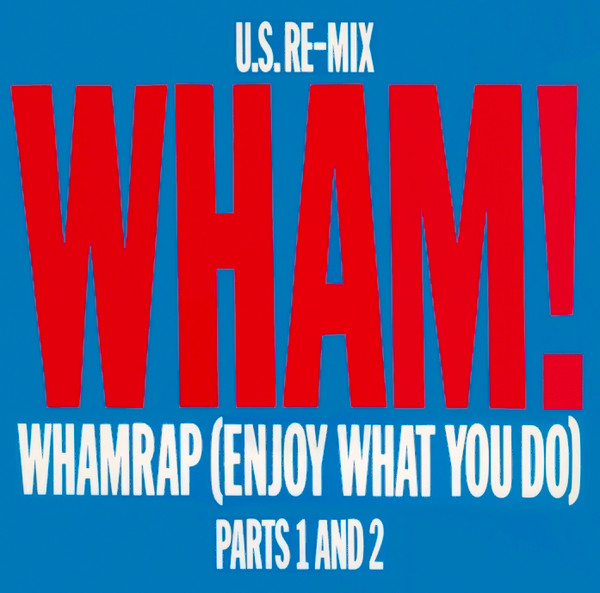
Frontcover zu Wham Rap!

## Promoveröffentlichungen
| Jahr | Titel Album                                                                          | Anmerkungen                                                                                |
| ---- | ------------------------------------------------------------------------------------ | ------------------------------------------------------------------------------------------ |
| 1987 | Hard Day Faith                                                                       | Erstveröffentlichung: 1987                                                                 |
| 1991 | I Believe (When I Fall in Love It Will Be Forever) Faith (Special Edition)           | Erstveröffentlichung: 1991                                                                 |
| 1993 | These Are the Days of Our Lives (Live) Five Live                                     | Erstveröffentlichung: 1993 mit Queen & Lisa Stansfield                                     |
| 1996 | You Know That I Want To / Safe Older (Special Edition) • The Spinning The Wheel E.P. | Erstveröffentlichung: 8. Juli 1996                                                         |
| 1997 | The Strangest Thing ’97 Older (Special Edition)                                      | Erstveröffentlichung: 1. September 1997                                                    |
| 1998 | A Moment with You Ladies & Gentlemen: The Best of George Michael                     | Erstveröffentlichung: 1998                                                                 |
| 1999 | Miss Sarajevo Songs from the Last Century                                            | Erstveröffentlichung: 1999 Original: Passengers (Brian Eno & U2) feat. Luciano Pavarotti   |
| 1999 | Roxanne Songs from the Last Century                                                  | Erstveröffentlichung: 1. November 1999 Original: The Police                                |
| 2002 | The Long and Winding Road –                                                          | Erstveröffentlichung: 2002 Original: The Beatles                                           |
| 2014 | The First Time Ever I Saw Your Face Songs from the Last Century                      | Erstveröffentlichung: 2014 Original: Ewan MacColl & Peggy Seeger                           |
| 2020 | Always –                                                                             | Erstveröffentlichung: 28. Februar 2020 Waze & Odyssey feat. Mary J. Blige & George Michael |

## Sonderveröffentlichungen

### Alben
| Jahr | Titel Musiklabel               | Anmerkungen                                             |
| ---- | ------------------------------ | ------------------------------------------------------- |
| 1993 | Collection Epic Records (Sony) | Erstveröffentlichung: 1993 Teil der „Music-Magic“-Reihe |

### Lieder
| Jahr | Titel Album                                                    | Anmerkungen |
| ---- | -------------------------------------------------------------- | --- |
| 1985 | Wrap Her Up Ice on Fire                                        | Erstveröffentlichung: 7. November 1985 Elton John feat. George Michael                                           |
| 1986 | I Knew You Were Waiting (For Me) Aretha                        | Erstveröffentlichung: 27. Oktober 1986 Aretha Franklin feat. George Michael                                      |
| 1987 | Learn to Say No Jody Watley                                    | Erstveröffentlichung: 1987 Jody Watley feat. George Michael                                                      |
| 1988 | Heaven Help Me Spell                                           | Erstveröffentlichung: 1988 Deon Estus feat. George Michael                                                       |
| 1993 | Don’t Let the Sun Go Down on Me Duets                          | Erstveröffentlichung: 22. November 1993 Elton John feat. George Michael                                          |
| 2000 | If I Told You That The Greatest Hits                           | Erstveröffentlichung: 15. Mai 2000 Whitney Houston feat. George Michael                                          |
| 2001 | Waltz Away Dreaming Room 21                                    | Erstveröffentlichung: 2001 Toby Bourke feat. George Michael                                                      |
| 2005 | Blame It on the Sun Genius & Friends                           | Erstveröffentlichung: 23. September 2005 Ray Charles feat. George Michael; Original: Stevie Wonder               |
| 2006 | How Do You Keep the Music Playing? Duets – An American Classic | Erstveröffentlichung: 26. September 2006 Tony Bennett feat. George Michael Original: Patti Austin & James Ingram |

| Jahr | Titel Interpretation             | Anmerkungen                |
| ---- | -------------------------------- | -------------------------- |
| 1988 | Me or the Rumours Deon Estus     | Erstveröffentlichung: 1988 |
| 1991 | Tripping on Your Love Bananarama | Erstveröffentlichung: 1991 |

| Jahr | Titel Album                                            | Anmerkungen                                           |
| ---- | ------------------------------------------------------ | ----------------------------------------------------- |
| 1992 | Too Funky Red Hot + Dance                              | Erstveröffentlichung: 7. Juli 1992                    |
| 2004 | Don’t Let the Sun Go Down on Me (Live @ Live 8) Live 8 | Erstveröffentlichung: 8. November 2004 mit Elton John |
| 2012 | White Light A Symphony of British Music                | Erstveröffentlichung: 13. August 2012                 |

| Jahr | Titel Soundtrack                     | Anmerkungen                            |
| ---- | ------------------------------------ | -------------------------------------- |
| 1987 | I Want Your Sex Beverly Hills Cop II | Erstveröffentlichung: 1987             |
| 2016 | Careless Whisper Deadpool            | Erstveröffentlichung: 19. Februar 2016 |
| 2022 | Faith House of Gucci                 | Erstveröffentlichung: 25. Februar 2022 |

### Videoalben
| Jahr | Titel Musiklabel                             | Anmerkungen |
| ---- | -------------------------------------------- | --- |
| 2011 | Have Words Epic Records (Sony)               | Erstveröffentlichung: 28. Januar 2011 Bonus-DVD; Teil von Faith (Special Edition)                                           |
| 2017 | The South Bank Show 1990 Epic Records (Sony) | Erstveröffentlichung: 20. Oktober 2017 Bonus-DVD; Teil von Listen Without Prejudice Vol. 1 / MTV Unplugged (Deluxe Edition) |

## Statistik

### Chartauswertung
Die folgende Aufstellung beinhaltet eine Übersicht der Charterfolge von Michaels in den Album-, Single- sowie den Musik-DVD-Charts. In Deutschland besteht die Besonderheit, dass sich Videoalben ebenfalls in den Albumcharts platzieren. In den anderen Ländern werden für Videoalben eigenständige Chartlisten geführt. Bei den Singleauswertungen wurden nur Interpretationen und keine Autorenbeteiligungen oder Produktionen berücksichtigt.
|                     | DE     | AT     | CH     | UK     | US     |
| ------------------- | ------ | ------ | ------ | ------ | ------ |
| Nummer-eins-Alben   | DE1DE  | AT1AT  | CH—CH  | UK8UK  | US1US  |
| Top-10-Alben        | DE8DE  | AT7AT  | CH9CH  | UK10UK | US3US  |
| Alben in den Charts | DE10DE | AT11AT | CH10CH | UK10UK | US10US |

|                       | DE     | AT     | CH     | UK     | US     |
| --------------------- | ------ | ------ | ------ | ------ | ------ |
| Nummer-eins-Singles   | DE1DE  | AT1AT  | CH3CH  | UK7UK  | US8US  |
| Top-10-Singles        | DE9DE  | AT9AT  | CH14CH | UK24UK | US14US |
| Singles in den Charts | DE30DE | AT27AT | CH27CH | UK41UK | US20US |

|                          | DE    | AT    | CH    | UK    | US    |
| ------------------------ | ----- | ----- | ----- | ----- | ----- |
| Nummer-eins-Videoalben   | DE—DE | AT—AT | CH—CH | UK1UK | US—US |
| Top-10-Videoalben        | DE—DE | AT1AT | CH2CH | UK3UK | US—US |
| Videoalben in den Charts | DE—DE | AT1AT | CH2CH | UK3UK | US—US |

### Auszeichnungen für Musikverkäufe
| Land/RegionAuszeichnungen für Musikverkäufe (Land/Region, Auszeichnungen, Verkäufe, Quellen) | Silber       | Gold         | Platin         | Diamant     | Verkäufe     | Quellen |
| -------------------------------------------------------------------------------------------- | ------------ | ------------ | -------------- | ----------- | ------------ | --- |
| Argentinien (CAPIF)                                                                          | —            | 3× Gold3     | 2× Platin2     | —           | 148.000      | capif.org.ar (Memento vom 6. Juli 2011 im Internet Archive) AR2 (Memento vom 31. Mai 2011 im Internet Archive) |
| Australien (ARIA)                                                                            | —            | 6× Gold6     | 46× Platin46   | —           | 3.045.000    | aria.com.au |
| Belgien (BRMA)                                                                               | —            | 4× Gold4     | 4× Platin4     | —           | 300.000      | ultratop.be |
| Brasilien (PMB)                                                                              | —            | 4× Gold4     | 3× Platin3     | —           | 505.000      | pro-musicabr.org.br                                                                                            |
| Chile (IFPI)                                                                                 | —            | —            | Platin1        | —           | 25.000       | Einzelnachweise                                                                                                |
| Dänemark (IFPI)                                                                              | —            | 8× Gold8     | 35× Platin35   | —           | 1.615.000    | ifpi.dk |
| Deutschland (BVMI)                                                                           | —            | 11× Gold11   | 6× Platin6     | —           | 4.900.000    | musikindustrie.de                                                                                              |
| Europa (IFPI)                                                                                | —            | —            | 17× Platin17   | —           | (17.000.000) | ifpi.org (Memento vom 1. Januar 2014 im Internet Archive)                                                      |
| Finnland (IFPI)                                                                              | —            | Gold1        | —              | —           | 33.000       | ifpi.fi |
| Frankreich (SNEP)                                                                            | 5× Silber5   | 7× Gold7     | 9× Platin9     | —           | 2.967.500    | infodisc.fr snepmusique.com                                                                                    |
| Griechenland (IFPI)                                                                          | —            | Gold1        | 2× Platin2     | —           | 47.500       | ifpi.gr (Memento vom 2. Oktober 2007 im Internet Archive)                                                      |
| Hongkong (IFPI/HKRIA)                                                                        | —            | Gold1        | 2× Platin2     | —           | 50.000       | ifpihk.org |
| Irland (IRMA)                                                                                | —            | Gold1        | 5× Platin5     | —           | 82.500       | irishcharts.ie                                                                                                 |
| Italien (FIMI)                                                                               | —            | 5× Gold5     | 7× Platin7     | —           | 730.000      | fimi.it |
| Japan (RIAJ)                                                                                 | —            | Gold1        | 8× Platin8     | —           | 1.650.000    | riaj.or.jp JP2                                                                                                 |
| Kanada (MC)                                                                                  | —            | 5× Gold5     | 23× Platin23   | Diamant1    | 3.175.000    | musiccanada.com                                                                                                |
| Malaysia (RIM)                                                                               | —            | Gold1        | —              | —           | 25.000       | Einzelnachweise                                                                                                |
| Neuseeland (RMNZ)                                                                            | —            | 6× Gold6     | 28× Platin28   | —           | 660.000      | aotearoamusiccharts.co.nz NZ2 NZ3                                                                              |
| Niederlande (NVPI)                                                                           | —            | 5× Gold5     | 11× Platin11   | —           | 1.415.000    | nvpi.nl |
| Norwegen (IFPI)                                                                              | —            | 2× Gold2     | 2× Platin2     | —           | 160.000      | ifpi.no (Memento vom 5. November 2012 im Internet Archive)                                                     |
| Österreich (IFPI)                                                                            | —            | 4× Gold4     | Platin1        | —           | 140.000      | ifpi.at |
| Polen (ZPAV)                                                                                 | —            | 2× Gold2     | 7× Platin7     | —           | 225.000      | olis.pl |
| Portugal (AFP)                                                                               | Silber1      | 3× Gold3     | 5× Platin5     | —           | 71.000       | Einzelnachweise                                                                                                |
| Russland (NFPF)                                                                              | —            | Gold1        | —              | —           | 10.000       | 2m-online.ru                                                                                                   |
| Schweden (IFPI)                                                                              | —            | 3× Gold3     | 12× Platin12   | —           | 1.110.000    | sverigetopplistan.se                                                                                           |
| Schweiz (IFPI)                                                                               | —            | 4× Gold4     | 5× Platin5     | —           | 335.000      | hitparade.ch                                                                                                   |
| Singapur (RIAS)                                                                              | —            | —            | Platin1        | —           | 15.000       | Einzelnachweise                                                                                                |
| Spanien (Promusicae)                                                                         | —            | 3× Gold3     | 12× Platin12   | —           | 1.280.000    | elportaldemusica.es ES2 ES3                                                                                    |
| Südafrika (RISA)                                                                             | —            | Gold1        | —              | —           | 25.000       | Einzelnachweise                                                                                                |
| Südkorea (KMCA)                                                                              | —            | —            | Platin1        | —           | 30.000       | Einzelnachweise                                                                                                |
| Taiwan (RIT)                                                                                 | —            | —            | 3× Platin3     | —           | 150.000      | Einzelnachweise                                                                                                |
| Ungarn (MAHASZ)                                                                              | —            | Gold1        | 2× Platin2     | —           | 22.000       | slagerlistak.hu                                                                                                |
| Vereinigte Staaten (RIAA)                                                                    | —            | 10× Gold10   | 19× Platin19   | Diamant1    | 33.800.000   | riaa.com |
| Vereinigtes Königreich (BPI)                                                                 | 17× Silber17 | 12× Gold12   | 59× Platin59   | —           | 31.770.000   | bpi.co.uk |
| Insgesamt                                                                                    | 23× Silber23 | 115× Gold115 | 339× Platin339 | 2× Diamant2 |              | |